# Omar Al-Ghamdi
Omar Al-Ghamdi (in arabo عمر الغامدي‎?; La Mecca, 11 aprile 1979) è un ex calciatore saudita, di ruolo centrocampista.

## Carriera

### Club
Ha cominciato da professionista nel 2000, nell'Al-Hilal, dopo aver giocato nelle giovanili dei rivali dell'Al Ittihad. Con l'Al-Hilal ha vinto l'AFC Champions League e la Supercoppa AFC nel 2000, e due campionati sauditi nel 2002 e nel 2005.

### Nazionale
Ha esordito in Nazionale nel 2000 e ha partecipato ai  Mondiali del 2002 in Corea e Giappone, e a quelli del 2006 in Germania.

## Palmarès

### Club

#### Competizioni nazionali
- Supercoppa saudita: 1

Al-Shabab: 2014